# Тер-Аветикянц, Степан Христофорович
Степа́н Христофо́рович Тер-Аветикя́нц (арм. Ստեփան Քրիստափորի Տեր-Ավետիքյանց; 1867—1938) — учитель, депутат Государственной думы II созыва от Елисаветпольской губернии.

## Биография
Степан Христофорович Тер-Аветикянц (Тер-Аветикян) родился 13 июля 1867 года в селе Бананц (арм. Բանանց) Елизаветполького уезда Елизаветпольской губернии.
Рос в большой семье (пятеро детей), в окружении простых тружеников, хотя фамильная приставка «Тер» означает принадлежность к роду священнослужителей.
Осенью 1875 года поступил в начальную школу. Учился в частной школе в Гяндже. Затем была учеба в Тифлисе, в Нерсесянской гимназии, потом в частной русской школе. Далее Педагогический институт, который он окончил в 1899 году и стал учителем в одной из школ города Пятигорска. Спустя несколько лет вернулся в родные места, где преподавал в различных школах и училищах до 1907 года.
Писал на армянском языке. Автор работ «Руководители народа» и «Ирландский вопрос». Корреспондент газет «Мшак» и «Жаманак». Член партии «Дашнакцутюн». Неоднократно привлекался к следствию по политическим делам.

### Депутат Государственной Думы
6 февраля 1907 избран во Государственную думу II созыва от общего состава выборщиков Елизаветпольского губернского избирательного собрания. Вошёл в группу Социалистов-революционеров. Состоял в Продовольственной комиссии.
Принимал активное участие в заседаниях Государственной Думы, где выступал с яркими обвинительными речами. Стенограммы его выступлений, как и все материалы Государственной Думы 1907 г. хранятся в фондах Российской Государственной библиотеки и доступны для исследований.
Вернувшись на Кавказ, он продолжал работу учителя, потом стал инспектором народных школ. В 1914 году в Тифлисе он познакомился с Ованесом Туманяном, дружбой с которым очень дорожил. До 1917 года продолжал работу инспектора, бывая в Сухуми, Кутаиси и других городах Кавказа.

### Период Советской власти
После прихода Красной армии в Закавказье отошел от политической деятельности. Работал учителем в Гянджинском районе Азербайджанской ССР. Примерно с 1923 года учитель русского языка в средней школе села Бананц. Поддерживал близкие отношения с известными армянскими литераторами — Перчем Прошяном, Газаросом Агаяном, Аветиком Исаакяном, Ованесом Туманяном. По крайней мере до февраля 1938 года был деятелен и благополучен (известно его письмо Аветику Исаакяну от 3 февраля 1938 года).

### Арест и смерть
4 марта 1938 года был арестован по политическому обвинению как член партии Дашнакцутюн. Умер в июле 1941 г., находясь в заключении. Дело по обвинению С. Х. Тер-Аветикянца пересмотрено Судебной Коллегией от 26 мая 1958 г., из которого следует, что С. Х. Тер-Аветикянц посмертно реабилитирован.

## Семья
- Первая жена — Сандухт Андреевна Лорис-Меликова-Калантар (1892—1920), педагог одной из школ Пятигорска, племянница министра внутренних дел Российской Империи при правлении Александра II М. Т. Лорис-Меликова (1825—1888). С. Х. Тер-Аветикянц познакомился с ней в 1914 году, на их свадьбе тамадой был Ованес Туманян. Брат Сандухт, Ашхарбек Калантар — археолог, академик Армянской ССР[3].
  - Дочь — Сируник Степановна Тер-Аветикянц (1918—1981), врач-терапевт, окончила Ереванский медицинский институт.
- Вторая жена ( с 1932) — Шаханум Васильевна Монтунц (1902—1985) из села Баян.  
  - Сын — Вазген Степанович Тер-Аветикянц (1931—2003), глава крупного сельскохозяйственного объединения.
  - Дочь — Эльмира Степановна Тер-Аветикянц (1934—2001), окончила Бакинский педагогический институт.

Семеро внуков, правнуки и праправнуки, проживают в Москве, Ереване, во Львове.
- Младший брат — Вазген, садовод, рано умер[3].
  - У Вазгена была дочь Парандзем (в будущем медик) и ещё четверо детей, которых после смерти отца взял на воспитание Степан[3].

| - Сандухт Андреевна Лорис-Меликова-Калантарова-Тер-Аветикянц - Сируник Степановна Тер-Аветикянц - дочь от первого брака С.Х. Тер-Аветикянца - Шаханум Васильевна Монтунц-Тер-Аветикянц, вторая супруга С.Х. Тер-Аветикянц - Эльмира Степановна Тер-Аветикянц, дочь от второго брака С.Х. Тер-Аветикянца - Вазген Степанович Тер-Аветикянц, сын от второго брака С.Х. Тер-Аветикянца |

## Труды
Первые свои произведения С. Х. Тер-Аветикянц напечатал в тифлисской газете «Мынанум» («Летопись»), публиковался также в газетах «Мшак» и «Жаманак». На страницах газеты «Арцаганг» в 1888 году было напечатано его стихотворение, посвященное Раффи, и подписано С. Б. А. (Степан Аветикянц-Бананцети). Важнейшей чертой творчества писателя явилась народность, которой наполнены все его произведения. Автор с превосходным знанием деталей воспроизводил картины сельского быта. Писатель творил на твердой народно-национальной основе, из нее черпал источник своего вдохновения, темы и образы. В печати выходили его произведения «Рассказы», «Чарабастик тухт» (Зловещая бумага), «Бутон» (рассказ посвящен любимой собаке), «Пашпан»(Защитник), «Крамольники», «Мэрила» (Помер), «Нахатак» (Жертва) и многие другие.
Одной из наиболее ярких его работ является книга-исследование «Ирландский вопрос».
В книге «Ирландский вопрос» автор останавливается на событиях 1800 годов, когда Ирландия окончательно была присоединена к Англии. Английское правительство уничтожило остатки ирландского государства — парламент и другие государственные структуры.
В исследовании писатель видел параллели жизни народов Кавказа. Книга «Ирландский вопрос» была отмечена в работе В. И. Ленина, как яркий образец политический публицистики. Копия книги «Ирландский вопрос» хранится в фондах Государственного архива Армении, где с 2018 г. открыт именной фонд С. Х. Тер-Авеникяна.

## Комментарии
1. ↑  Ныне — в Дашкесанском районе Азербайджана.